# Л'Алкудія-де-Креспінс
Л'Алкудія-де-Креспінс, Алькудія-де-Креспінс (валенс. L'Alcúdia de Crespìns (офіційна назва), ісп. Alcudia de Crespíns) — муніципалітет в Іспанії, у складі автономної спільноти Валенсія, у провінції Валенсія. Населення — 5318 осіб (2010).

## Географія
Муніципалітет розташований на відстані близько 310 км на південний схід від Мадрида, 60 км на південь від Валенсії.

## Демографія
Шаблон:Демографія/ESP/Alcudia de Crespins

## Галерея зображень

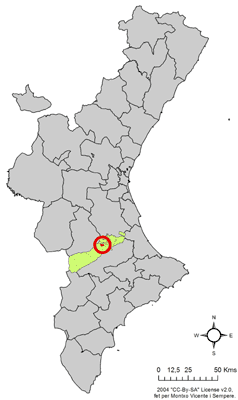
Розташування муніципалітету у автономній спільноті Валенсія